# 5481 Кіуті
5481 Кіуті (5481 Kiuchi) — астероїд головного поясу, відкритий 15 лютого 1990 року.
Тіссеранів параметр щодо Юпітера — 3,555.
Названо на честь астронома-аматора Кіуті Цурухіко (яп. きうち つるひこ(木内 鶴彦) кіуті цурухіко).